# Chokutō
Un chokutō (直刀, litt. « épée droite ») est une épée japonaise droite non incurvée produite avant le Xe siècle. Les chokutō sont utilisés à pied pour poignarder ou couper et sont portés suspendus à la ceinture.

## Histoire
Les chokutō sont parmi les premiers dans l'histoire du sabre japonais. Ils sont créés avant le développement de la trempe différentielle dans la forge des épées japonaises. Les chokutō sont généralement livrés en hira-zukuri et kiriha-zukuri tsukurikomi (styles de lame) qui les rend très distinctes des tachi et des katana ultérieurs qui utilisent rarement ces formes. La particularité du chokutō est la lame droite, similaire aux épées anciennes trouvées dans la période des Trois Royaumes de Chine. Ses lames sont souvent confondues avec celles des shikomizue, mais il existe peu de preuves que les chokutō aient jamais été montés en canne-épée.
Bien que les lames incurvées sont aussi anciennes que l'épée elle-même, elles ne se répandent en Asie et au Moyen-Orient qu'après la domination de l'empire Mongol. Les guerriers japonais du shogunat de Kamakura font l'expérience de première main de l'efficacité et de la létalité des lames courbées lors des invasions mongoles du Japon. Les formes rudimentaires de ce qui allait devenir le tachi commencent progressivement à éclipser le chokutō en popularité tandis que les lames courbes démontrent une plus grande facilité de manipulation et de mortalité dans le combat monté.

### Déclin
Les chokutō de la période Kofun comme les épées d'autres périodes s'appuient sur le poids de la lame lors de l'exécution plutôt que sur des attaques en poussée. L'apparition de la conception du katana avec sa courbe à un seul tranchant de lame et une métallurgie supérieure permet le développement de techniques d'escrime spécialisées telles que le iaidō.
Il reste très peu d'exemples de montages chokutō, suffisamment cependant pour reconstruire leurs différentes typologies qui suivent toujours les modèles chinois et coréens ; cela est évident avec l'un des derniers modèles d'épées développés au cours de la période Kofun, le warabitetō (蕨手刀) à un seul tranchant.

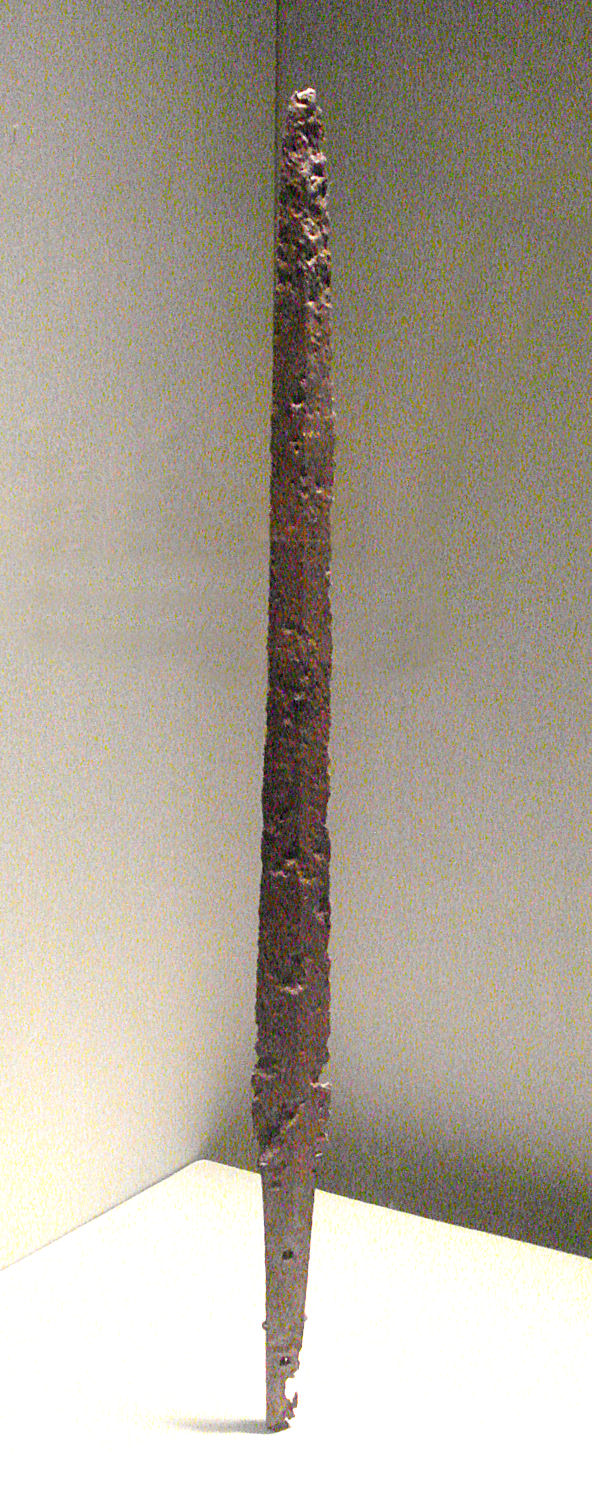
Tsurugi ou ken, épée à double tranchant droit, période Kofun, Ve siècle (Met Museum).
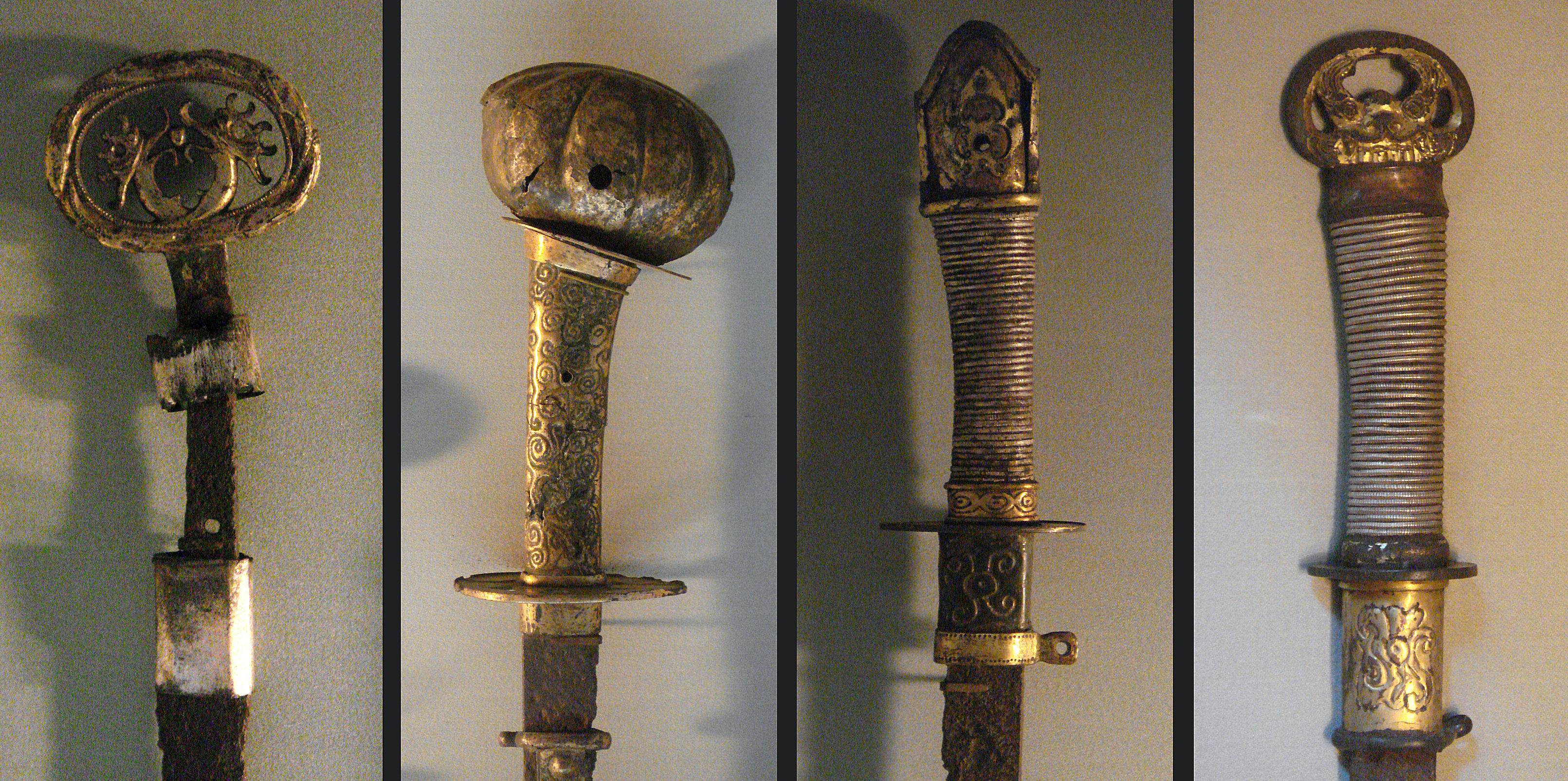
Pommeaux d'épées japonaises droites, période Kofun, VIe et VIIe siècles (Met Museum).
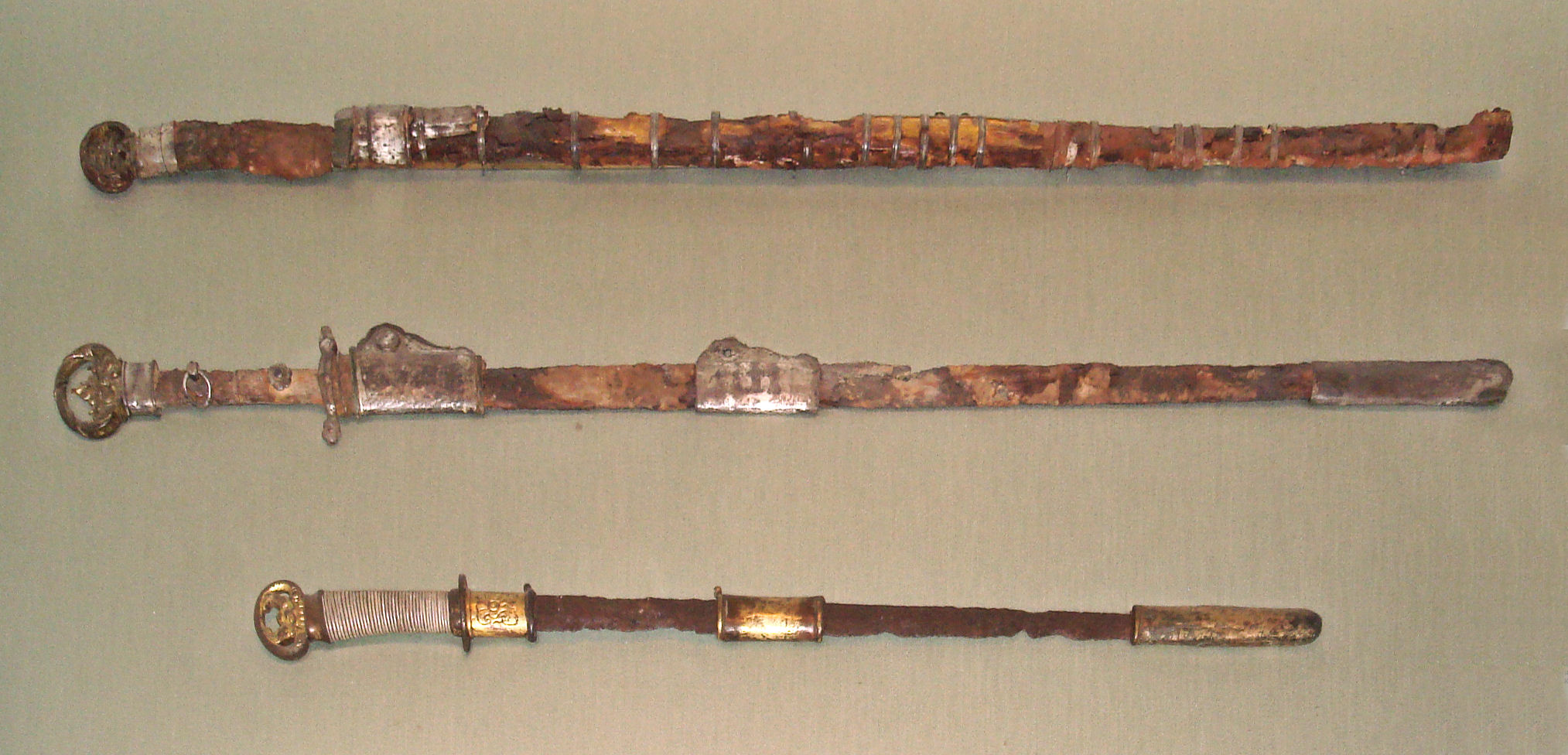
Deux épées chinoises (haut) de la dynastie Sui. Bas : sabre japonais avec fourreau, période Kofun, VIe siècle (Met Museum).
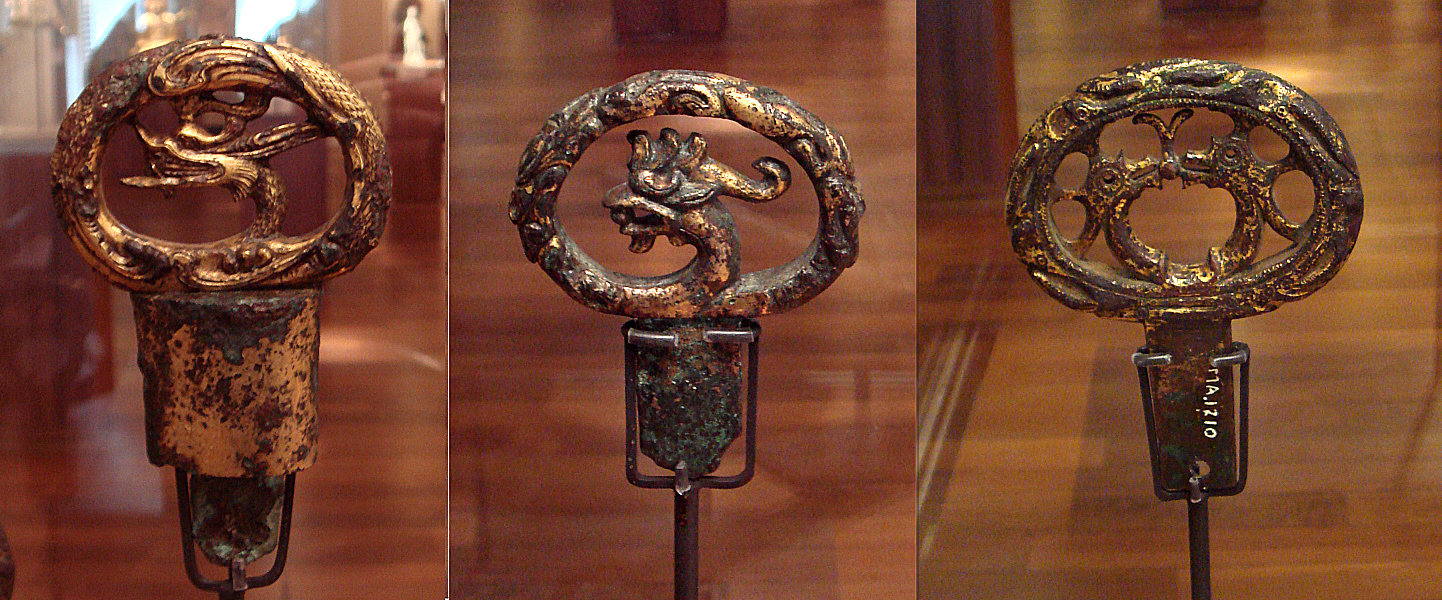
Poignées d'épée, fin de la période Kofun, VIe siècle (musée Guimet).